# 香奈儿蔚蓝
香奈儿蔚蓝（Bleu de Chanel）是雅克·波爾格在2010年为香奈儿打造的一款男士香水。最初香奈儿蔚蓝的香水是淡香水，2014年版的香奈儿蔚蓝淡香水是由雅克·波爾格調配，2018年版的香水是由他的儿子奥利维尔·波尔格調配。